# Ophiozonoida parva
Ophiozonoida parva is een slangster uit de familie Ophiolepididae.
De wetenschappelijke naam van de soort werd voor het eerst geldig gepubliceerd in 1975 door Donald George McKnight.